# Broadwood Stadium
Le Broadwood Stadium (couramment appelé Broadwood) est un stade multifonction construit en 1994 et situé à Cumbernauld.
D'une capacité de 8 029 places toutes assises, il accueille depuis sa création les matches à domicile du Clyde FC, club du championnat écossais, mais aussi, plus récemment, des Cumbernauld Colts (en), équipe de Lowland Football League, ainsi que de la Scottish Rugby Academy, West (en).

## Histoire
Le club de Clyde a joué, au cours de son histoire, au Barrowfield Park de Glasgow de 1877 à 1898 puis au Shawfield Stadium de Rutherglen de cette date jusqu'en 1986. Ils partagèrent ensuite d'abord le stade de Firhill Stadium avec leurs rivaux de Partick Thistle jusqu'en 1991 et enfin le Douglas Park avec Hamilton Academical jusqu'en 1994.
C'est à cette date qu'ils prennent possession de leur tout nouveau stade, le Broadwood Stadium, situé à 15 kilomètres de Glasgow, craignant que l'éloignement leur fasse perdre des supporteurs glaswégiens mais espérant que cela leur en fasse gagner dans la ville nouvelle de Cumbernauld où n'opérait aucun club de haut niveau. 
Le premier match à s'y disputer eut lieu en février 1994 pour une victoire 2-0 de Clyde contre Hamilton Academical, joué à guichets fermés ce qui correspondait à cette époque à 6 000 spectateurs. Il n'y avait en effet que deux tribunes alors, la tribune principale et la tribune ouest. La troisième tribune, ouverte en 1997, a permis d'atteindre la capacité de 8 029 places.
Des projets d'agrandissements pour atteindre une capacité proche de 10 000 places étaient prévus mais furent annulés alors que Clyde ne réussissait pas à atteindre l'élite du championnat écossais.
En plus de Clyde, Broadwood Stadium a aussi accueilli les matches d'Airdrieonians entre 1994 et 1998 (de la fermeture de leur ancien stade, le Broomfield Park, à l'ouverture de leur nouveau, l'Excelsior Stadium). L'équipe réserve des Rangers ont souvent joué aussi au Broadwood Stadium.
Depuis 2012, le stade accueille aussi les matches des Cumbernauld Colts (en), alors club de ligue junior mais qui a intégré la Lowland Football League depuis 2015. Depuis cette date, les Cumbernauld Colts (en) sont devenus officiellement les utilisateurs prioritaires du stade et la direction de Clyde a annoncé se mettre en recherche d'un nouveau stade pour accueillir son équipe. La ville d'East Kilbride, ne disposant pas de club senior, est l'une des possibilités annoncées, tout comme un retour à Glasgow où ils pourraient partager leur stade avec l'équipe junior de Shettleston (en).
Le stade a aussi accueilli quatre finales de Scottish Challenge Cup et plusieurs matches de l'Écosse espoirs.
En plus du football, le Broadwood Stadium est aussi utilisé pour le rugby. Ils ont accueilli un match du Cumbernauld RFC (en) et la finale de la Coupe d'Écosse. Depuis 2015, la Scottish Rugby Academy, West (en) y joue aussi ses matches à domicile.

## Équipements
En plus du terrain principal et des tribunes qui constituent le stade à proprement parler, le Broadwood Stadium dispose d'un autre terrain avec une pelouse en AstroTurf où s'entraîne l'équipe première de Clyde et où leur équipe de jeunes joue leurs matches à domicile. 
Un terrain de foot à 5 et un gymnase font partie des équipements du stade.

## Affluence
Le record d'affluence a été établi le 8 janvier 2006 pour un match de Coupe d'Écosse entre Clyde et le Celtic avec 8 000 spectateurs (soit à guichets fermés).
Les moyennes de spectateurs pour les précédentes saisons sont :
- 2014-2015: 525 (League Two)
- 2013-2014: 513 (League Two)
- 2012-2013: 1 313 (Division Three)

## Transport
La gare la plus proche est la gare de Croy (en), située à 20 minutes à pied. Le stade est rapidement accessible depuis l'A80 (en).